# Phlaocyon mariae
Phlaocyon mariae — вимерлий вид роду Phlaocyon, що належить до підродини Borophaginae і триби Phlaocyonini, псових, які населяли центральний захід Північної Америки з міоцену, жив 20.6–16.3 млн років тому та існували приблизно 4.3 мільйона років.
Phlaocyon mariae був описаний і названий Wang, Tedford & Taylor 1999, назва на честь С. Марі Скіннер, яка зібрала та задокументувала зразки з Небраски. Вид відомий із зношених верхніх і нижніх зубів і фрагментів черепа, знайдених у ранньохемінгфордському кар’єрі Алетомерикс, формація Раннінгвотер, округ Черрі, Небраска.
P. mariae є найбільшим Phlaocyon із зубами, які демонструють суміш гіпо- та гіперхижаків. Wang та ін. зазначив, що погана збереженість P. mariae ускладнює оцінку його зв’язку в межах Phlaocyon, але на основі кладистичного аналізу дійшла висновку, що P. mariae є одним із більш похідних видів разом із P. yatkolai і що ці два види є перший і найраніший борофагін, який розвинув гіперм'ясоїдних.